# İbrahim Dağaşan
İbrahim Dağaşan (* 15. Juni 1984 in Angers, Frankreich) ist ein türkischer Fußballspieler.

## Vereinskarriere
Dağaşan spielte in der Jugend von İnegölspor und schaffte den Sprung in die Profimannschaft. 2003/04 verpflichtete ihn Bursaspor. Mit Bursaspor gelang ihm der Aufstieg in die 1. Liga. Nachdem Dağaşan in der Saison 2007/08 kaum mehr vom Trainer berücksichtigt worden war, wechselte Dağaşan im Sommer 2008 zu Sivasspor. In Sivas verbrachte der Mittelfeldspieler zwei Spielzeiten und ging zur Saison 2010/11 zum Liganeuling Bucaspor. Bucaspor verließ er bereits nach einer halben Saison.
Ab Januar 2011 stand Dağaşan bei Antalyaspor unter Vertrag. Im Sommer 2014 verließ er diesen Verein mit dem Auslaufen seines Vertrages und wechselte zum zentralanatolischen Zweitligisten Kayserispor.
Zur Rückrunde der Saison 2015/16 heuerte er beim Zweitligisten Adana Demirspor an und zog am Saisonende zum Drittligisten Menemen Belediyespor weiter.

## Nationalmannschaft
Für die U-21-Nationalmannschaft der Türkei absolvierte er 2006 vier Spiele. Mit der türkischen Olympiaauswahl gewann er bei den Mittelmeerspielen 2005 die Silbermedaille.

## Erfolge
Mit Bursaspor
- Meister der TFF 1. Lig und Aufstieg in die Süper Lig: 2005/06

Mit Sivasspor
- Türkischer Vizemeister: 2008/09

Mit der Olympiaauswahl der Türkei
- Silbermedaillengewinner bei den Mittelmeerspielen: 2005